# Плассник, Урсула
Урсула Плассник (нем. Ursula Plassnik, род. 23 мая 1956) — австрийский государственный и политический деятель.

## Биография
Получила образование в Венском университете, а также в Колледже Европы в Брюгге. Работала в системе министерства иностранных дел Австрии. Начальник секретариата вице-канцлера Австрии Вольфганга Шюсселя в 1997—2000 гг.. Урсула Плассник быстро стала доверенным лицом Шюсселя, и после того, как в 2000 году он возглавил правительство страны, заняла в кабинете пост начальника секретариата. Ушла с этой должности в 2004 г., после чего продолжила дипломатическую карьеру. Посол Австрии в Швейцарии в январе — октябре 2004 года.
Министр иностранных дел Австрии в 2004—2008 гг.. Заняла этот пост после того, как действующая министр иностранных дел Бенита Ферреро-Вальднер перешла на работу в Еврокомиссию. После назначения на пост министра, Плассник, ранее декларировавшая социал-демократический убеждения или, чаще всего, оставаясь политически нейтральной, вступила в консервативную Австрийскую народную партию. Урсула Плассник сохранила свой пост и в правительстве Альфреда Гузенбауэра. После падения кабинета Альфреда Гузенбауэра вышла в отставку и оставалась депутатом Национального совета Австрии до июля 2011 года. В 2011—2016 годах была послом Австрии во Франции. С 1 сентября 2016 года работает послом Австрии в Швейцарии.
Плассник замужем вторым браком. Имеет высокий рост (191 см). Владеет немецким, английским и французским языками.
Является офицером ордена Почётного легиона, членом Трехсторонней комиссии.